# Burgoa anomala
Burgoa anomala é uma espécie de fungo pertencente à família Hydnaceae.